# Itame sulphurea
Itame sulphurea là một loài bướm đêm trong họ Geometridae.